# Roland Sjögren
John Helge Roland Sjögren, född 30 september 1965 i Lycksele församling, Västerbottens län, är en kommunpolitiker i Lycksele kommun för Kristdemokraterna. 

## Biografi
Roland Sjögren föddes 1965 i Lycksele församling. Han valde 2023 in i Kristdemokraternas partistyrelse.